# Liste der Baudenkmäler in Augsburg-Firnhaberau
In der Liste der Baudenkmäler in der Firnhaberau sind die Baudenkmäler im Augsburger Stadtbezirk Firnhaberau im
gleichnamigen Planungsraum Firnhaberau
(IV)
aufgelistet. Zu diesen Baudenkmälern gibt es auch eine Bildersammlung.
Diese Liste ist eine Teilliste der Liste der Baudenkmäler in Augsburg. Grundlage der Liste ist die Bayerische Denkmalliste, die auf Basis des bayerischen Denkmalschutzgesetzes vom 1. Oktober 1973 erstmals erstellt wurde und seither durch das Bayerische Landesamt für Denkmalpflege geführt und aktualisiert wird. Die folgenden Angaben ersetzen nicht die rechtsverbindliche Auskunft der Denkmalschutzbehörde.

## Einzelbauwerke
| Lage                               | Objekt                                   | Beschreibung | Akten-Nr.                | Bild           |
| ---------------------------------- | ---------------------------------------- | --- | ------------------------ | -------------- |
| Hubertusplatz 1, 3 (Standort)      | Katholische Kirche St. Franziskus        | Saalbau mit eingezogenem Chor und südlichem Turm mit Haubendach, von Albert Kirchmayr, 1928, südliche Erweiterung 1990/91 Pfarrhaus, zweigeschossiger Walmdachbau, von Albert Kirchmayr, 1955 | D-7-61-000-442 Wikidata  | weitere Bilder |
| Hubertusplatz 5 (Standort)         | Schule                                   | Langgestreckter, erdgeschossiger Bau mit flachem Walmdach und zweigeschossiger Mittelachse mit Uhrenturm und rückwärtigem Anbau, 1927, Erweiterung 1937/38                                    | D-7-61-000-1457 Wikidata | weitere Bilder |
| St.-Lukas-Straße 46 1/4 (Standort) | Evangelisch-lutherische Kirche St. Lukas | Ovaler Zentralbau mit angeschlossenem Gemeindesaal und abgerücktem Glockenturm, von Wilhelm Wichtendahl und Walter Freyberger, 1935/36, mit Ausstattung                                       | D-7-61-000-356 Wikidata  | weitere Bilder |